# 크리스틴 푸덴츠
크리스틴 푸덴츠(독일어: Kristin Pudenz, 1993년 2월 9일~)는 독일의 육상 선수로 주 종목은 원반던지기이다. 2020년 하계 올림픽 여자 원반던지기 종목에서 은메달을 획득했다.